# Песчанка (Торопецкий район)
Песча́нка — деревня в Торопецком районе Тверской области. Входит в состав Пожинского сельского поселения.

## География
Деревня находится на расстоянии 37 км к северу от города Торопец, административного центра района.

### Часовой пояс
Деревня Песчанка, как и вся Тверская область, находится в часовой зоне МСК (московское время). Смещение применяемого времени относительно UTC составляет +3:00.

## История
В конце XIX — начале XX века входила в состав Холмского уезда Псковской губернии. В декабре 1941 года в районе деревни размещался штаб 39-й армии Калининского фронта.

## Население
| 2010 |
| ---- |
| 24   |